# Abrodictyum boninense
Abrodictyum boninense là một loài dương xỉ trong họ Hymenophyllaceae. Loài này được Tagawa & K. Iwats. mô tả khoa học đầu tiên năm 1958.